# Роналд Спирс
За америчког поморског официра погледајте Роналда Л. Спирса.
Потпуковник Роналд Ц. Спирс (20. април 1920. – 11. април 2007.) био је официр војске Сједињених Држава који је служио у 506. Падобранском пешадијском пуку 101. ваздухопловне десантне дивизије током Другог светског рата. Првобитно је постављен за вођу водова у Б чети 1. батаљона 506. пешадијског пука. Пре инвазије на Нормандију у јуну 1944. године Спирс је додељен компанији Д чете 2. батаљона, а касније додељен за команданта Е чете током напада на Фои, Белгија, након што је током битке код Булџа разбијена опсада Бастоње. Рат је завршио у Европском ратишту као капетан. Спирс је служио у Корејском рату као главни мајор пешадије и службеник. Касније је постао амерички гувернер затвора Спандау у Берлину. Пензионисан је као потпуковник.
У награђиваној телевизијској мини-серији Браћа по оружију, играо га је Метју Сетл (енг. Matthew Settle).

## Детињство и младост
Спирс је рођен 1920 у Единбургу, Шкотској и тамо је провео првих неколико година. Он је емигрирао са својом породицом у Сједињене Америчке Државе, стигавши у Бостон, Масачусетс 25. децембра 1924. Похађао је војну обуку у средњој школи, што је довело до официра као 2.потпоручник у пешадији Армије Сједињених Држава.

## Војна Служба
Спирс се добровољно јавио за падобранце након што су Сједињене Државе ушле у Други светски рат. Тамо је служио као вођа водова у оквиру Псеће чете, 2. батаљона 506. Падобранског пешадијског пука, који је касније постао део 101. ваздухопловне дивизије, у кампу Тоцоа у Џорџији, а затим је отпремљен у Енглеску крајем 1943. непосредно пре мисије Албани. Након доласка у Енглеску, дивизија је започела обуку за инвазију на Француску.

### Други светски рат
Спирс је 6. јуна 1944. године (Ди-Деј) падобраном у Нормандији и брзо је слетeo са колегама након искрцавања. Окупио је малу групу војника да помогну током напада на Брекур Манор, где су заробили четири хаубице 105 мм.
Спирсов вод провео је ноћ 6. јуна премештајући се у положај са осталим водовима док је чета била уређена да бој започне рано следећег јутра. Колективна артиљеријска ватра је координирана као подршка нападу на земљу 7. јуна, како би отпочела напад. Овде је ПФЦ Арт ДиМарзио, који се такође говори у књизи „Браћа по оружију“, био очевидац догађаја. Изјавио је да заменски наредник није прекршио директно наређење док је био у борбеној ситуацији, чиме је ризиковао животе осталих војника у чети. Према ДиМарзију, Спирс, који је командовао 2. водом, Псећа Група је добила наређење да заустави свој напад на Сте. Цоме-ду-Монт, да заузме положај, док је пуковски штаб координирао гађање артиљеријске ватре гранатирајући петнаест циљева у близини Сте. Цоме-ду-Монт. ДиМарзио, који је лежао у склоном положају поред наредника, изјавио је да се сећа како је наредник био пијан. Наредба за задржавање положаја дата је и враћена низ линију коју је наредник одбио да послуша, желећи да појури напред и нападне Немце. Још једном, Спирс му је дао налог да одржи свој положај. Спирс је рекао овај човек је превише пијан да би обављао своје дужности и да би се требао повући позади. Наредник је одбио и почео посегнути за пушком. Спирс је поново упозорио наредника, који је сада пушку испалио у Спеирса. Арт ДиМарзио каже да је тада видео да Спирс пуца у наредника у самоодбрани. Цео вод је такође био сведок догађаја. Поручник Спирс је одмах пријавио инцидент свом команданту, капетану Џерију С Гросу. Очевидац ДиМарзио каже да је капетан Грос отишао на место пуцњаве и након што је примио све информације, сматрао је оправданом самоодбраном. Капетан Грос убијен је у бици наредног дана, а инцидент се никада није наставио.
У јануару 1945. године, када је Е чета првобитни напад на немачки град Фои затрпао због лошег руководства свог команданта 1. поручника Нормана Дикеа, извршни официр батаљона, капетан Ричард Винтерс, наредио је Спеирсу да разреши Дикеа из команде. Избор Спеирса био је случајан; Касније је Винтерс изјавио да је Спирс једноставно први официр кога је видео када се окренуо. Спирс је успешно преузео напад и водио Е чету до победе. Током ове битке, поручник Дике је наредио воду да крене на бочну мисију око задњег дела града. Да би супротставио овом наређењу, Спирс је сам трчао градом и немачким линијама (пошто овај вод није имао радио ), повезао се са војницима предузећа чете и пренио наредбу. Пошто је ово завршио, он је отрчао назад кроз градић који су окупирали Немци. Преименован је у функцију команданта Е чете и остао је на том положају до краја рата. Од официра који су током рата командовали компанијом Е чете, Спирс је најдуже командовао.

Винтерс је Спирс оцењивао као једног од најбољих борбених официра у батаљону. У мемоарима је написао да је Спирс напорно радио да би стекао репутацију убице и често је убијао због шока. Спирс једном приликом убио шест немачких ратних заробљеника са Томпсоном аутоматском пушком и да је руководство батаљона морало бити познато наводима, али је одлучило да игнорише оптужбе због хитне потребе да задрже квалификоване борбене вође. Винтерс је закључио да би у данашњој војсци Спирс био затворен и оптужен за злочине, али у то време су официри попут Спеирса били превише вредни јер се нису плашили да нападну непријатеља.
Иако је Спирс имао довољно бодова да се врати кући након завршетка Европског ратишта, одлучио је да остане код Е чете. Јапан се предао пре него што су Спирс и Е чета могли бити пребачени у Пацифичко ратиште.

### Корејски рат
Спирс се вратио у САД и одлучио да остане у војсци, служећи у Корејском рату. Дана 23. марта 1951. учествовао је у операцији „Томахавк“ у којој је извршио скок борбеног падобрана у Мунсан-ни са близу 3.500 других војника у својој јединици (187. региментални борбени тим). Као заповедник чете, био је део мисије свог батаљона за осигурање зоне пада, убивши четрдесет или педесет непријатељских војника у том процесу.

### Хладни рат
После Кореје, Спирс је 1956. похађао курс руског језика и постављен је за официра за везу у Црвену армију у Потсдаму, у Источној Немачкој. Године 1958. постао је амерички гувернер затвора Спандау у Берлину, где су затворени угледни нацисти, попут Рудолфа Хеса. Затвореник Алберт Шпер у својој књизи Спандау: Тајни дневници помиње "тврдоглав" иритантни амерички командант "; тај човек је касније идентификован као Спеирс.
Спирс је 1962. био члан мисије САД у Краљевској Лао војсци, где је служио као официр у Мобилном тиму за тренинг (МТТ) за операцију Бела звезда којом је тада управљала Саветодавна група за војну помоћ у Лаосу (МААГ Лаос).
Последњи задатак у војсци био је као официр за планове у Пентагону. Пензионисао се као потпуковник 1964. године.

## Лични живот
20. маја 1944. године Спирс се оженио Маргарет Грифитхс, коју је упознао током боравка у Вилтширу у Енглеској. Грифитхс је била члан помоћне територијалне службе. Имали су једног сина Роберта, који је одрастао у потпуковника у Краљевским зеленим јакнама.
Књига Браћа по оружију Степхена Е. Амбросеа из 1992. године тврдила је да је Спеирсова енглеска супруга напустила њега и вратила се свом првом мужу за кога је мислила да је умро током рата. Спирс је негирао ову тврдњу. У писму из 1992. године упућеном Рицхарду Винтерсу, Спирс је написао да његова прва супруга једноставно није желела да се пресели у Америку и да буде далеко од породице у Енглеској. Такође је изјавио да његова супруга није била удовица за почетак и да ју је одувек волео.

## Награде и одликовања
Друга награда борбене пешадијске значке

Падобранска значка са 3 борбена урађена скока
Сребрна звезда

Легија за заслуге

Бронзана звезда са два храстова листа

Љубичасто срце са три храстовa листа
Медаља за захвалност војске
Цитирање председничке јединице са једним храстовим листићем
Медаља америчке кампање
Медаља европске-афричке и блискоисточне кампање са три услужне звезде и уређајем са стрелом
Други светски рат медаља победе

Медаља војске окупације

Медаља националне службе за одбрану са услужном звездом
Корејска службена медаља
Ратни крст са палмом
Француска медаља за ослобођење
Цитирање председничке јединице Републике Кореје
Медаља Уједињених нација у Кореји
Корејска медаља за ратну службу